# Pobór (podatek)
Pobór – podatek nadzwyczajny w I Rzeczypospolitej uchwalany przez sejmy od XVI w. Od 1591 r. na pobór konieczna był zgoda sejmików ziemskich.
Pobór był najczęściej przeznaczany na potrzeby wojskowe, w przypadku konieczności nadzwyczajnego zwiększenia liczebności armii ponad stan wojska kwarcianego.
Podstawowa stawka poboru (sympla) wynosiła 30 groszy z uprawnego łanu chłopskiego i zagrodowego. Ziemie folwarczne były zwolnione z poboru, podobnie jak z podatku łanowego. W razie potrzeby uchwalano pobór w wysokości podwójnej (dupla) lub potrójnej (trypla). Pobór był ustalany według taryf podatkowych, czyli wykazów uprawianych ziem. Były one aktualizowane bardzo rzadko. Na przykład po taryfie ustalonej w 1578 r., następny wykaz uprawianych łanów sporządzono w 1629 r. Powodowało to częstą rozbieżność pomiędzy podatkami ustalanymi według łanów a rzeczywistymi stosunkami gospodarczymi.
Uzyskany przez sejmiki ziemskie decydujący wpływ na uchwalanie poboru był jedną z przyczyn postępującej decentralizacji władzy I Rzeczypospolitej i poważnie utrudniał przeprowadzenie reform.
Wraz z poborem sejm uchwalał szos płacony przez miasta i pogłówne żydowskie. Duchowieństwo płaciło wówczas swoje subsidium charitativum (miłosierne wsparcie), opłatę dobrowolną ale w przypadku uchwalenia poboru, zwyczajowo przyjętą za obowiązującą.